# Япакани
Япакани́, Вилья-Япакани (исп. Villa Yapacaní) — крупнейший город провинции Ичило в департаменте Санта-Крус Боливии. Город расположен на западном берегу одноимённой реки, в устье реки Суруту. Поселение находится в 100 км к северо-западу от крупнейшего города Боливии Санта-Крус-де-ла-Сьерра.
Под юрисдикцией Япакани находится северный сектор Национального парка Амборо.

## История
Город основан 23 августа 1953 года. Раннее на месте города находилась военная база под названием Эль-Командо (исп. El Comando). Мост через реку был построен только спустя два десятка лет. До тех пор пересечь реку можно было лишь на лодках и лишь когда уровень воды был низким.

## Население
С момента основания, город стал самым быстрорастущим среди ближайших поселений. Согласно переписи 1992 года, население составило 8585 жителей, переписи 2001 года — уже 14 589 жителей, а в 2012 году город населяло 30 952 человек.
Основными видами деятельности населения являются сельское хозяйство, животноводство, рыболовство и лесное хозяйство.